# Segunda Flota de los Estados Unidos
La Segunda Flota de los Estados Unidos es una de las flotas numeradas de la armada de Estados Unidos. El área de responsabilidad de la Segunda Flota incluye aproximadamente 38 millones de millas cuadradas del Océano Atlántico desde el Polo Norte hasta el Polo Sur y desde las costa de los Estados Unidos hasta la costa oeste de Europa.
La Segunda Flota también opera junto a la costa Atlántica de Sudamérica y parte de la costa oeste de Centroamérica. Sin embargo, la Armada reactivó la Cuarta Flota de los Estados Unidos, y le fueron asignadas las zonas del Caribe y Centro y Sur América.

## Historia

### 1947-2011
La Segunda Flota de los Estados Unidos se origina con la reorganización de la Marina al finalizar la Segunda Guerra Mundial en diciembre de 1945 y con la conformación de la Octava Flota de los Estados Unidos bajo el mando del Vicealmirante Marc A. Mitscher. En enero de 1947, la Octava Flota tomó el nombre de Flota de la Segunda Fuerza. Tres años más tarde, en febrero de 1950, fue renombrado como Segunda Flota de los Estados Unidos.
En octubre de 1962, el presidente John F. Kennedy visitó la Segunda Flota para establecer una cuarentena durante la crisis de los misiles cubanos. Por más de un mes, la Segunda Flota operó al noreste de la isla, interceptando e inspeccionando docenas de navíos por contrabando. Unos veinte años después, el presidente Ronald Reagan envió nuevamente a la Segunda Flota al Caribe, pero esta vez para liderar la invasión a Granada durante la Operación Furia Urgente. Fuerzas Líderes conjuntas, COMSECONDFLT se convirtió en comandante, Fuerzas de Trabajo Conjuntas 120 (CJTF 120), y unidades comandadas desde la Fuerza Aérea, el Ejército, la Armada y el Cuerpo de Infantes de Marina. Durante las operaciones Escudo del Desierto y Tormenta del Desierto, la segunda flota entrenó más que la mitad de los navíos de la Armada que se desplegaron al suroeste de Asia.
Hasta el 2005, COMSECONDFLT ha estado asignado permanentemente al Comando Supremo Aliado del Atlántico (SACLANT) de la Organización del Tratado del Atlántico Norte (OTAN), como Comandante de Flota de Ataque del Atlántico (COMSTRIKFLTLANT). COMSTRIKFLTLANT comandó una fuerza multinacional cuya misión principal era impedir la agresión y proteger los intereses de la OTAN. Estableciendo y manteniendo superioridad marítima en el Atlántico, COMSTRIKFLTLANT se le asignó garantizar la integridad de la comunicaciones marítimas de la OTAN. Contribuyeron países como Bélgica, Canadá, Dinamarca, Alemania, Holanda, Noruega, Portugal, España, Reino Unido y los Estados Unidos. Con el establecimiento de la Transformación del Comando Aliado el 22 de febrero de 2005 al 24 de junio de 2005, y la ausencia de la amenaza soviética que provocó su creación, el núcleo de la Flota de Ataque del Atlántico fue disuelta. En 2006 fue reemplazada por las Operaciones Conjuntas Combinadas del Centro Marino de Excelencia.

## 2018 - la actualidad
En 2018 la Segunda flota es reactivada al comprobar la creciente actividad y capacidad militar de Rusia en el Atlántico Norte y el océano Ártico. En mayo del año siguiente las autoridades informaron que la flota había logrado alcanzar su capacidad operativa inicial.

## Operaciones vigentes
El Comandante, Segunda Flota (COMSECONDFLT), bajo la comandancia de las Fuerzas de flota de los Estados Unidos (CUSFFC), planean dirigir las operaciones de combate en el comando del Atlántico como apoyo designado de los comandantes unificados o aliados. El comandante, de la Segunda flota dirige ejercicios y movimientos de control operacional de USFFC en sus siglas en inglés (Comando de la segunda flota) asignado a las unidades para que lleven a cabo el horario del tránsito marítimo y otras operaciones que serán dirigidas con el objetivo de maximizar las operaciones de flota con la voluntad de responder a los casos de emergencia en el comando operacional del Atlántico. El comandante de la Segunda Flota también planea ejercicios de formación del intertype de la flota y participa en ejercicios de ensamblaje y combinados según lo dirigido.
En tiempos de crisis y durante algunos ejercicios, Segunda Flota se pone al mando de la fuerza de ensamblaje (120), Uno de los comandantes al mando de las fuerzas de ensamblaje domina las mismas en el escenario del Atlántico.
Este grupo de ensamblaje tiene que tener una reacción rápida ante unidades aerotransportadas o unidades de ataque aéreo, los aviones de la fuerza aérea de los Estados Unidos y el personal de ayuda, fuerzas anfibias del Cuerpo de Marines de los Estados Unidos y, a veces, señaladas las unidades guardacostas de Estados Unidos. Cuando la fuerza de ensamblaje 120 esta activada la misma se encarga de ejecutar una variedad de misiones de contingencia en el área de responsabilidad del comando de fuerza de ensamblaje. La segunda flota se podía también pedir bajo ciertas contingencias en el escenario de operaciones del Caribe para controlar fuerzas semejantemente constituidas como grupo de trabajo de ensamblaje 140.
La Segunda Flota fue disuelta el 30 de septiembre de 2011.

## Fuerzas de Trabajo Subordinadas
| Nombre de Fuerza de Trabajo | Tipo de Fuerza de Trabajo              |
| --------------------------- | -------------------------------------- |
| Fuerza de Trabajo 20        | Fuerza de Combate                      |
| CTF-21                      | Fuerza de Patrullaje de Reconocimiento |
| CTF-22                      | Fuerza Anfibia                         |
| CTF-23                      | Fuerza de Aterrizaje                   |
| CTF-24                      | Fuerza ASW                             |
| CTF-25                      | Fuerza de Apoyo Logístico              |
| CTF-26                      | Fuerza de Patrullaje Aéreo             |
| CTF-28                      | Fuerza de Contigencia del Caribe       |